# چریتی ادوله
چریتی ادوله (انگلیسی: Charity Adule؛ زادهٔ ۷ نوامبر ۱۹۹۳) بازیکن فوتبال اهل نیجریه است که در حال حاضر برای باشگاه فوتبال زنان الهاما در پست مهاجم بازی می‌کند.
وی همچنین در تیم‌های ملی فوتبال زیر ۲۰ سال و بزرگسالان زنان نیجریه بازی کرده است.

## دوران باشگاهی
چریتی ادوله فوتبال حرفه‌ای خود را با ریورز آنجلز آغاز کرد و در ۱۴ سالگی نخستین بازی رسمی‌اش را در جام چلنج زنان ۲۰۰۶ انجام داد. اولین بازی حرفه‌ای او مقابل پلیکان استارز بود که بعدها آن را به عنوان به‌یادماندنی‌ترین بازی دوران حرفه‌ای خود توصیف کرد. در این بازی گلزنی کرد و ریورز آنجلز مقام سوم مسابقات را کسب کرد.
در بهار ۲۰۱۱ به بایلسا کوینز در یناگوا پیوست. عملکرد درخشان او در این تیم شامل ۵۷ گل در ۴۰ بازی بود که توجه بسیاری از استعدادیاب‌های بین‌المللی را جلب کرد. این عملکرد چشمگیر منجر به امضای قرارداد با قهرمان قزاقستان بی‌آی‌آی‌کی کازیگورت در سپتامبر ۲۰۱۴ شد.
نخستین بازی او در لیگ قهرمانان زنان اروپا در ۸ اکتبر ۲۰۱۴ مقابل باشگاه فوتبال زنان آینتراخت فرانکفورت آلمان انجام شد. در طول پنج سال حضور در بی‌آی‌آی‌کی کازیگورت، پنج عنوان قهرمانی لیگ را به دست آورد و به مرحله یک‌هشتم نهایی لیگ قهرمانان زنان اروپا ۱۷–۲۰۱۶ رسید. در این مسابقات در بازی‌های مقابل وکسفورد یوث، گینترا یونیورسیتاس، هلاس ورونا و باشگاه فوتبال زنان پاری سن ژرمن گلزنی کرد.
در ۱۹ سپتامبر ۲۰۱۹، انتقال او به ایبار اسپانیا رسماً اعلام شد. این انتقال نقطه عطفی در کارنامه حرفه‌ای او محسوب می‌شد و فرصتی برای نمایش توانایی‌هایش در یکی از لیگ‌های معتبر اروپا بود. در طی مدت زمان عضویت در باشگاه فوتبال زنان ایبار، چریتی ادوله ۳۸ بار در بازی‌های لیگ به میدان رفت و موفق شد در آن بازی‌ها هشت بار دروازه رقبای تیمش را بگشاید.
در ادامه در لیگا اف، برای باشگاه فوتبال زنان دپورتیوو لاکرونیا بازی کرد. او در این مدت که یک فصل برای دپورتیوو لاکرونیا به میدان رفت، در طی ۱۶ بازی لیگ، تنها موفق به زدن یک گل شد.

## سطح ملی
چریتی ادوله برای نیجریه زیر ۲۰ سال در جام جهانی فوتبال زنان زیر ۲۰ سال ۲۰۱۰ آلمان و جام جهانی فوتبال زنان زیر ۲۰ سال ۲۰۱۲ ژاپن به میدان رفت.
ادوله از سال ۲۰۱۳ به عضویت تیم ملی فوتبال زنان نیجریه درآمد و به یکی از بازیکنان کلیدی این تیم تبدیل شد.
در نوامبر ۲۰۱۸، او علنی کرد که پیشنهاد بازی برای تیم ملی فوتبال زنان قزاقستان را رد کرده است. این تصمیم نشان‌دهنده تعهد عمیق او به تیم ملی کشورش بود. او در اردوی تیم ملی نیجریه برای جام ملت‌های زنان آفریقا ۲۰۱۸ حضور داشت و بخشی از تیمی بود که در فینال جام جهانی زیر ۲۰ سال به مصاف آلمان میزبان رفت.

## زندگی شخصی
چریتی ادوله هوادار پر و پا قرص چلسی است و اغلب از علاقه خود به این تیم انگلیسی سخن می‌گوید. او فردی عمیقاً مذهبی است و اعتقاداتش نقش مهمی در زندگی حرفه‌ای و شخصی او ایفا می‌کند. به گفته خودش: «همه تصمیمات مهم زندگی‌ام را با توکل به خدا گرفته‌ام و معتقدم هر آنچه اتفاق می‌افتد به خواست اوست.»
او در مصاحبه‌های مختلف تأکید کرده که موفقیت‌هایش را مرهون حمایت‌های خانوادگی و ایمان راسخش است.